# Jaegwon Kim
 (avril 2019).
Si vous disposez d'ouvrages ou d'articles de référence ou si vous connaissez des sites web de qualité traitant du thème abordé ici, merci de compléter l'article en donnant les références utiles à sa vérifiabilité et en les liant à la section « Notes et références ».
Pour les articles homonymes, voir Kim.
Jaegwon Kim (né le 12 septembre 1934 à Daegu alors que la Corée était une province japonaise et mort le 27 novembre 2019) est un philosophe coréen naturalisé américain.
Il est plus particulièrement connu pour son travail en philosophie de l'esprit sur les limites des théories de l'identité psychophysique et sur le concept de survenance (ou dépendance fonctionnelle). Il a également travaillé sur la philosophie de l'action et la philosophie des sciences.  

## Biographie
Jaegwon Kim est professeur de philosophie à l'université Brown à partir de 1987. 
Ses articles principaux de métaphysique (par exemple sur les événements et la causalité) et d'épistémologie ont été réunis dans Supervenience and Mind: Selected Philosophical Essays (1993). 

## Publications principales
- Supervenience and Mind (Cambridge University Press, 1993) – trad. française : La Survenance et l'Esprit (Les Éditions d'Ithaque, 2008-2009), en deux volumes. Extraits :
- Mind in a Physical World (MIT Press, 1998) - trad. française : L'esprit dans un monde physique : Essai sur le problème corps-esprit et la causalité mentale (Éditions Syllepse, 2006)
- Mental Causation (Bradford, 2000)
- Physicalism, or Something Near Enough (Princeton University Press, 2005)
- Philosophy of Mind, 3e éd. (Westview Press, 2010) - trad. française 2e éd. : Philosophie de l'esprit (Les Éditions d'Ithaque, 2008), sommaire :
- Trois essais sur l'émergence (Les Éditions d'Ithaque, 2006) ; extraits :